# Radicaal 90
Radicaal 90 is een van de 34 van de 214 Kangxi-radicalen dat bestaat uit vier strepen.
In het Kangxi-woordenboek zijn er 48 karakters die dit radicaal gebruiken.

## Karakters met het radicaal 90
| Strepen | Karakter |
| ------- | -------- |
| + 0     | 爿       |
| + 4     | 牀       |
| + 5     | 牁       |
| + 6     | 牂       |
| + 9     | 牃       |
| + 10    | 牄       |
| + 11    | 牅       |
| + 13    | 牆       |